# Samuel Patten
Samuel Patten, né le 23 mai 1963, est un rameur d'aviron australien.

## Carrière
Samuel Patten a participé aux Jeux olympiques de 1984 à Los Angeles. Il a remporté la médaille de bronze  avec le huit australien composé de Clyde Hefer, Craig Muller, Timothy Willoughby, Ian Edmunds, James Battersby, Ion Popa, Stephen Evans et Gavin Thredgold.